# 申云浩
申云浩（朝鲜语：／ Sin Un-ho，1941年1月17日—2020年3月23日），朝鲜民主主义人民共和国军旅作家，功勋国家合唱团创作科顾问。

## 生平
1941年1月17日生于黃海南道峯泉郡。他创作了《金正日将军之歌》《坚持社会主义》等作品。
2020年3月23日10时10分因心力衰竭逝世。金正恩委员长于24日向申云浩同志灵前送花圈，对他的去世表示深切哀悼。